# 孝昌县第二高级中学
孝昌县第二高级中学，简称孝昌二中，是一所位于湖北省孝感市孝昌县的全日制公办普通高级中学。学校在2002年孝昌一中搬迁后原址创建。